# Clayton (Carolina do Norte)
Clayton é uma cidade  localizada no estado norte-americano de Carolina do Norte, no Condado de Johnston.

## Demografia
Segundo o censo norte-americano de 2000, a sua população era de 6973 habitantes.
Em 2006, foi estimada uma população de 13.842, um aumento de 6869 (98.5%).

## Geografia
De acordo com o United States Census Bureau tem uma área de
14,0 km², dos quais 14,0 km² cobertos por terra e 0,0 km² cobertos por água. Clayton localiza-se a aproximadamente 86 m acima do nível do mar.

## Localidades na vizinhança
O diagrama seguinte representa as localidades num raio de 20 km ao redor de Clayton.